# Baby Dodds

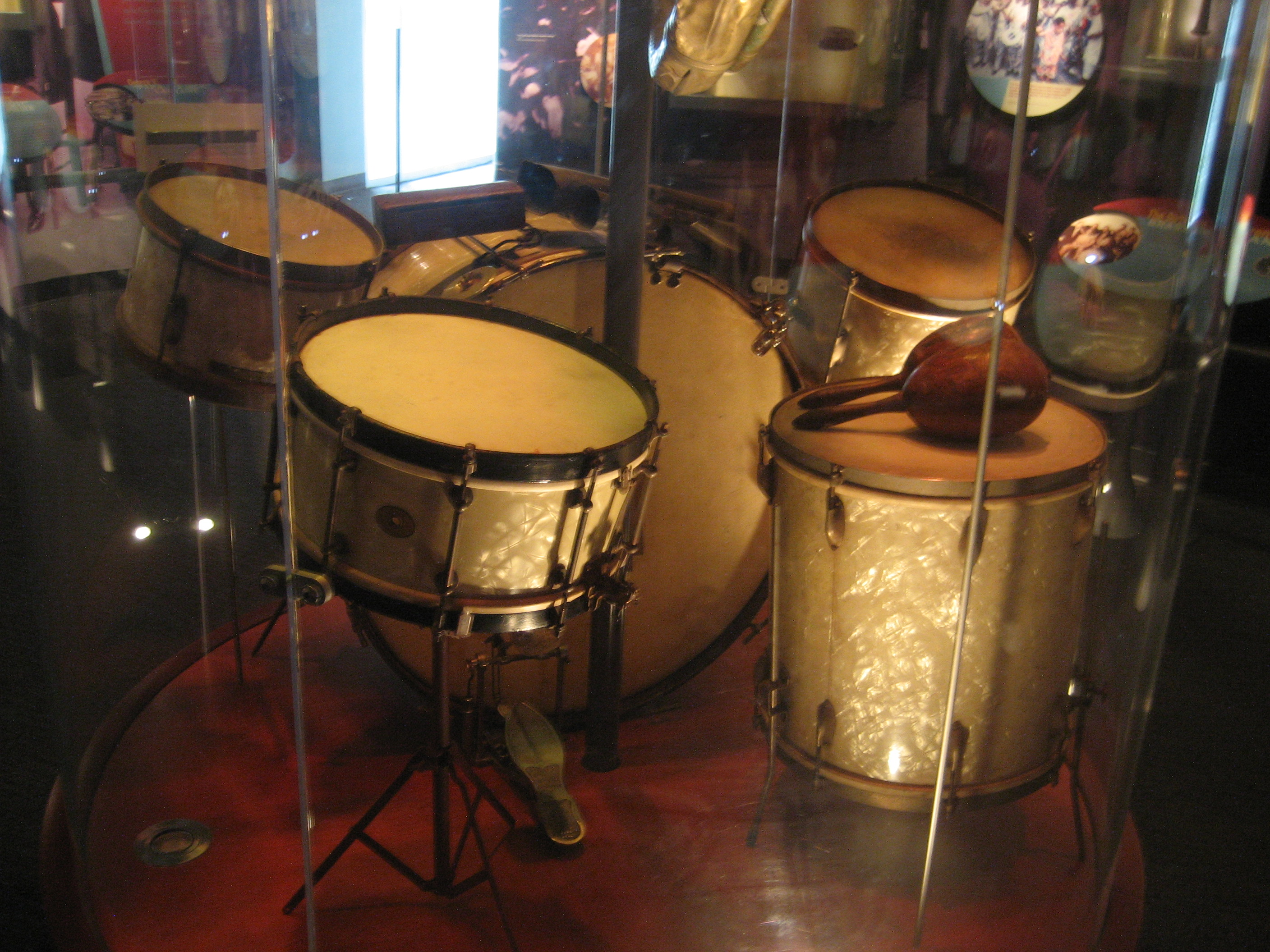
Perkusja, na której grał „Baby” Dodds, Stanowe Muzeum Luizjany w Baton Rouge

Warren Dodds, ps. „Baby” (ur. 24 grudnia 1898 w Nowym Orleanie, zm. 14 lutego 1959 w Chicago) – amerykański perkusista jazzowy, jeden z najwybitniejszych przedstawicieli tego instrumentu w erze przedbigbandowej. Brat klarnecisty Johnny’ego Doddsa.

## Życiorys
Urodził się w muzykalnej, wielodzietnej rodzinie. Jego ojciec – Warren oraz stryj grali na skrzypcach, starszy brat – Johnny na klarnecie, siostra zaś na harmonijce ustnej. Ponadto Warren senior był osobą religijną i rodzina regularnie śpiewała razem hymny. Przydomek „Baby” („Dziecko”) nadała mu matka, która zmarła, kiedy miał dziewięć lat. Doszło do tego niezamierzenie. Gdy wołała syna po imieniu, często odzywał się ojciec. Wtedy poirytowana pani Dodds krzyczała: „Wołałam dziecko, a nie ciebie”. Przydomek „Baby” przylgnął do niego na dobre, gdy rodzeństwo – wbrew jego protestom – rozpowszechniło go w szkole.
Początkowo nie miał dobrych relacji ze starszym o sześć lat Johnnym. Był zazdrosny, że ojciec podarował bratu klarnet, a na perkusję dla niego nie chciał się zgodzić ze względu na hałas w domu. W końcu ustąpił, ale pod warunkiem, że „Baby” sam zapracuje na instrument. Zanim zgromadził odpowiednia sumę, samodzielnie zbudował do ćwiczeń zestaw „bębnopodobny”. Po zakupie prawdziwej perkusji zaczął dodatkowo pobierać prywatne lekcje gry na niej u zawodowych instrumentalistów – Dave’a Perkinsa i Waltera Bundy’ego, który przekazał mu także umiejętność czytania nut.
Szybko się uczył i niebawem rozpoczął pracę w zespołach grających na paradach ulicznych oraz orkiestrach tanecznych. W owym czasie występował u boku wielu artystów prejazzowej sceny Nowego Orleanu. Byli to m.in. Frankie Duson, „Papa” Celestin, Willie Hightower, Fate Marable i Bunk Johnson, z którym ponownie spotkał się niemal trzydzieści lat później. W 1919 podjął pracę na statkach wycieczkowych w orkiestrze Marable’a, Grał w niej również jego brat. Nadal dzieliła ich niezgoda, albowiem abstynent Johnny zarzucał „Babe’owi” opilstwo. Z czasem jednak ich wzajemne stosunki uległy radykalnej poprawie. Na statku poznał Louisa Armstronga. W 1921 obaj odeszli z zespołu podobno wskutek nieporozumień z bandliderem, dotyczących stylu granej muzyki. W tym samym czasie otrzymał od Joe Olivera zaproszenie do gry w jego The Creole Jazz Band podczas tournée na Zachodnim Wybrzeżu. Wśród członków grupy znajdował się m.in. jego starszy brat. Po rocznym pobycie w San Francisco i okolicy zespół w niepełnym składzie wrócił do Chicago. W 1922 „King”  wzmocnił go, angażując Armstronga i legendarnego kontrabasistę Billa Johnsona. W kwietniu 1923 formacja nagrała dla wytwórni Gannett osiem utworów, z których Dippermouth Blues jest obecnie uważany za klasyczny przykład wczesnego jazzu. The Creole Jazz Band występował wówczas w klubie Lincoln Gardens. „Baby” wspominał te występy jako „piękne przeżycie”t. Oprócz pracy w studiu z The Creole Jazz Band Olivera, brał udział w znaczących dla jazzu sesjach nagraniowych grup prowadzonych przez Jelly’ego Roll Mortona (Red Hot Peppers) i Louisa Armstronga (Hot Seven).
Przez następne dziesięciolecia działał głównie w Chicago. Regularnie występował i nagrywał z bratem – Johnnym, aż do przedwczesnej śmierci klarnecisty w 1940. W 1946 dokonał szeregu solowych nagrań na perkusji, wzbogaconych o jego komentarz oraz demonstrację stosowanych przez niego technik. W okresie odrodzenia jazzu tradycyjnego (Dixieland Revival), który rozpoczął się w końcu lat 40., grał z Jimmie’em Noone’em, Sidneyem Bechetem, Bunkiem Johnsonem i Artem Hodesem. W 1947 występował w ogólnokrajowych audycjach radiowych „This is Jazz”, a rok później  pojawił się w Europie z grupą Mezza Mezrowa, występując m.in. na pierwszym festiwalu jazzowym w Nicei.
Po powrocie z Europy doznał udaru mózgu. Dwa kolejne przeszedł w 1950 i 1952. Był lekko sparaliżowany. Pomimo to nie przestał pracować – nauczał i występował, choć już w niepełnym wymiarze. Na emeryturę przeszedł w 1957. Zmarł dwa lata później w wieku 60. lat. Został pochowany na cmentarzu Lincolna w Chicago.

## Wybrana dyskografia
- 1951 Baby Dodds – Talking and Drum Solos (Folkways Records)
- Baby Dodds Trio – Jazz à la Creole (GHB)
- Baby Dodds (American Music)

## Upamiętnienie
W 1991 został pośmiertnie wprowadzony do Panteonu Sław Big-bandów i Jazzu (The Big Band and Jazz Hall of Fame).

## Publikacje
- Larry Gara, The Baby Dodds Story, wyd. Louisiana State University Press